# Nadia Fahmy-Eid
Nadia Fahmy-Eid, née en 1936, est une enseignante et une historienne, égyptienne puis canadienne (elle émigre au Québec à 23 ans). Elle a notamment contribué au développement des études des femmes et de l’histoire des femmes au Québec.

## Biographie
Nadia Fahmy-Eid est née en Egypte, à Port-Saïd, en 1936, d'une mère catholique et d'un père copte. Elle étudie dans un lycée français tenue par des religieuses, puis, à 23 ans émigre au Québec. Elle obtient un doctorat à l'université de Montréal en 1975.
Elle enseigne ensuite à l'université du Québec à Montréal. Elle y obtient un poste de professeur en histoire et y exerce jusque sa retraite de l'enseignement en 1997. Elle y crée dès 1973 le premier cours sur l'histoire des femmes et participe aussi au séminaire à l'origine du Groupe interdisciplinaire d’enseignement et de recherche féministes (Gierf).
Elle publie ou dirige la rédaction collective d'ouvrages devenus des références, dont, en 1983, Maîtresses de maison, maîtresses d'école : femmes, famille et éducation dans l'histoire du Québec, en collaboration avec Micheline Dumont, ou encore, en 1986, Les couventines: l'éducation des filles au Québec dans les congrégations religieuses enseignantes, 1840-1960, en collaboration avec Micheline Dumont et Johanne Daigle. Elle s'intéresse également, par exemple, aux professions paramédicales, avec Femmes, Santé et Professions: Histoire des diététistes et des physiothérapeutes au Québec et en Ontario, 1930-1980 publié en 1997.
Elle s'est vu décerner plusieurs prix, dont, en 1979 le Prix Guy-et-Lilianne-Frégault pour Éducation et classes sociales : analyse de l'idéologie conservatrice "cléricale et petite bourgeoisie" au Québec au milieu du XIXe siècle paru en 1978,, ou encore en 1998, le prix Esdras-Minville, pour l'ensemble de ses publications dans le domaine des sciences humaines. Elle est membre depuis 1996 de la Société royale du Canada.